# Dwars door België (televisieprogramma)
Dwars door België is een vierdelige avontuurlijke televisiereeks van en met televisiemaker Arnout Hauben. Samen met Philippe Niclaes (camera) en Ruben Callens (drone en geluid) volgt Hauben de GR129, het langste bewegwijzerde wandelpad van België. Het pad is circa 500 kilometer lang en loopt dwars door België, van Brugge tot Aarlen. Het drietal gaat voor dit programma "back to basics" en reist met rugzak en tent. Ze leggen de staptocht af in 23 etappes van ongeveer 20 kilometer per dag.
Onderweg houdt Arnout Hauben halt bij bijzondere plekken met een eigen verhaal. Hij vertelt over de Belgische geschiedenis, maar ook over de petites histoires.
Het programma werd gemaakt door productiehuis De chinezen en in het najaar van 2020 uitgezonden op de Vlaamse zender Eén van de VRT. Het idee voor het programma ontstond in de lente van 2020. Arnout Hauben was bezig met de opnames van zijn nieuwe televisiereeks Dwars door de Middellandse Zee, toen de coronacrisis stokken in de wielen stak en het team noodgedwongen de opnames moest staken. Door de lockdown in eigen land rijpte stilaan het idee voor een avontuurlijke reeks dicht bij huis.

## Afleveringen
| Aflevering   | Inhoud | Kijkcijfers |
| ------------ | --- | ----------- |
| Aflevering 1 | Arnout Hauben start vanuit Brugge en trekt richting Beernem. In de bossen van Beernem werd 100 jaar geleden de overgrootoom van koningin Mathilde vermoord. Wie de moord op zijn kerfstok had blijft een mysterie. Daarna trekt hij richting Vlaamse Ardennen, de bakermat van de Ronde van Vlaanderen.                                                | 1.115.098   |
| Aflevering 2 | Arnout Hauben steekt de taalgrens over en komt terecht in de dierentuin Pairi Daiza, dat gebouwd is op de ruïnes van een oude abdij. Langs de oevers van de Samber arriveert hij in Marcinelle. Hij spreekt er met getuigen die de mijnramp van 1956 hebben meegemaakt.                                                                                | 976.812     |
| Aflevering 3 | In de vallei van de Molignée zijn Arnout Hauben, Ruben Callens en Philippe Niclaes te gast bij de paters van Maredsous. In de bossen van Houyet aan de Lesse ontdekt het drietal de overblijfselen van het prestigieuze Hotel Royal d’Ardenne, gebouwd door Leopold II.                                                                                | 940.820     |
| Aflevering 4 | In Herbeumont kampeert Arnout Hauben aan de oevers van de Semois. Bij de abdij van Orval komt hij aan in de Gaume-streek, een gebied met een eigen microklimaat. Dankzij het warmere klimaat is de regio uiterst geschikt voor wijnbouw. Na meer dan 500 kilometer over de GR129 komt hij aan op zijn eindbestemming: de bron van de Semois in Aarlen. | 917.604     |